# Network Aviation
网络航空（Network Aviation）成立于1998年，总部设在澳大利珀斯。主要运营整个西澳大利亚的包机航班。